# 白浜育男
白浜 育男（しらはま いくお、1958年12月20日 - ）は、東京都出身のプロゴルファー。
一時期は登録名を「白浜 郁夫」、「白浜 郁雄」としていたこともある。
ジュニア出身のプロゴルファーである白浜浩高は自身の子息。
弟の白浜浩史、白浜敏司もプロゴルファー。

## 来歴
ゴルフクラブは小学校3年の頃から握り、日本大学櫻丘高等学校時代の1975年には全国高校ゴルフ選手権個人戦で1年先輩の湯原信光の2位に入るなど、ジュニア時代から将来を期待された。
卒業後は早くプロ入りしたいために両親の大学進学の勧めを振り切り、1979年のプロテストに一発で合格。
1980年のアジアサーキット・インドネシアオープンでは最終日に鈴木智美と共に2アンダー278で4位タイに入った。
1981年のジーン・サラゼン ジュンクラシックでは雨の初日に15番でイーグルを奪ったのを始め5バーディー、3ボギーで鷹巣南雄と共に首位スタートを決める。2日目には佐藤正一・橘田光弘・倉本昌弘・磯崎功と並んでの9位タイに後退したが、3日目には平均8.8mの強風が吹く中で金本章生・鷹巣と並んでの6位タイに着け、最終日には6位に入った。
アジアサーキットに出場しながら国内ツアーにも出始めた頃の1982年、インディアンオープンでは初日を2位でスタートし、2日目には8バーディー、2ボギーで6アンダー67の好スコアをマーク。2位タイの謝敏男・呂西鈞・許勝三ら台湾勢とカイーラ・ハン（ビルマ）に4打差付けての単独首位に立つが、3日目にはイーブンパー73の通算209で2位に後退。最終日には2アンダー71をマークし、通算280で許の2位 に入る。マンデートーナメントから挑戦した日本オープンでは何の気負いもなくプレーし、3日目には67で回って首位と1打差2位に浮上すると、最終日には尾崎直道・羽川豊と並んでの2位タイと健闘。
1983年のフィリピンオープンでは呂西の2位に入り、1985年の富山県オープンでは松本紀彦と並んでの5位タイに入り、8年目の1986年にシード入りを果たす。
1984年のフジサンケイクラシックでは3日目に宮本康弘、グラハム・マーシュ（オーストラリア）、泉川ピート・中村通・磯崎と並んでの6位タイに着け、最終日には泉川と共に安田春雄・新井規矩雄と並んでの7位タイに入った。
1988年のフジサンケイクラシックでは3連勝を狙う尾崎将司らにつけ入る隙を与えず、首位が入れ替わり立ち代わりしトップグループが強風の中でスコアを崩す中、16番でチップインイーグルを奪いそのままツアー初優勝を飾った。CITICORP OPENでは初日に68をマークして川俣茂・上原宏一と並んでの首位タイでスタートし、最終日にも68をマークして優勝。
フジサンケイクラシックでプロ初勝利を挙げてからは結果を恐れずにショットが打てるなどゴルフが楽になり、日本プロでは2日目に7アンダー65をマークして尾崎将と首位を並走し、最終日には甲斐俊光と並んでの4位タイと健闘。日本シリーズでは尾崎直・中村と共に通算5アンダーの首位に並んでUターンし大会史上初の大混戦を演出し、最終日にはデビッド・イシイ（アメリカ）と並んでの3位タイと健闘。
1991年には自宅を新築した直後に交通事故に遭い、若い頃のスイングが出来なくなり始めた頃で苦しくなると、「もうツアープロはやめなくては」と思うようになる。1992年には33試合に出場して賞金500万円余り、ランキングも一気に100位以下に落ちた。6シーズン守ったシード権を落としたことで、白浜はシードの有難さを再確認するが、所属契約なども白紙に戻ってフリーとなる。後援会の人々から補助を受ける身にもなってしまい、1993年ツアーも予選会の結果中盤までは出場できたが、10月のブリヂストンオープンが最後の挑戦となる。
ブリヂストンは主催者推薦による出場であったが、初日68で飯合肇、陳志忠（中華民国）ら7人と首位タイでスタート。白浜は「主催者に恩返し」をと2日目、3日目も69で単独首位となる。2差にノーラン・ヘンキー（アメリカ）と尾崎直であったが、最終日には「無理と思うが映画の逃亡者を再現したい」という言葉通り7バーディ、ノーボギーの65で回り、強豪につけ入る隙を与えず5年半ぶりのツアー2勝目を挙げる。ショットごとにジャック・ニクラスなど自分の中に名手の世界を描いてプレーし、この優勝でシード復活を決める。
1993年の茨城オープンでは比嘉勉・須藤聡明・若木進一・新関善美と並んでの5位タイに入る。
1994年の日本プロマッチプレーでは川岸良兼との準決勝で終始優位に試合を進め、4-3で決勝進出を決める 。決勝はキャディを務める長男・浩高の22歳の誕生日と同じ9月4日とあって「どうしても勝ってプレゼントにしたい」と意気込んだが、トッド・ハミルトン（アメリカ）の一方的な展開に付け入る隙はなく、決勝では最大差の8-7で敗れる 。
1996年に左手親指の腱を切り、公傷シードでの復帰戦となった1997年の中日クラウンズでは、約11ヶ月ぶりのトーナメントながら、初日に首位と4打差の2位タイと好スタートを切った 。
1999年はアイフルカップで2日間ノーボギー、2日目は前半9ホールの3つのロングホールを全てバーディで決めて、通算8アンダー単独3位でホールアウト。相性の良いブリヂストントーナメントでは初日に6アンダー、6バーディ、ノーボギーの67で丸山茂樹・尾崎将と共に首位タイと好スタートを切るが、同大会は浩高のプロデビュー戦でもあり、冷静なゲーム運びとは裏腹に、内心は浩高のことが心配であった。13番ホール終了後には17番ホールプレー中の浩高とニアミスし、1つ引っ込んでいるのを知ってほっとした次の14番ではバーディ奪取と、安堵を、スコアに繋げた。
杉原輝雄に影響を受けて加圧式トレーニングを始め、83kgあった体重が9kg減の75kgになり、余分な脂肪が取れて、スリムになった白浜は、2001年8月にはこのトレーニング法のトレーナー資格まで取得。同年の日本オープンでは2日目に通算5アンダー、ベストスコアの68で回り単独首位 に立ったが、3日目はフェアウェーキープがたった5ホールと苦戦。13番ではドライバーでのティショットで力んでショットを壊して右ラフに行ってしまい、第2打は、ラフに食われ、今度は左のフェアウェーバンカーへ打ち込んで、そのラフからのショットで力んだまま打ったバンカーショットは、再び、グリーン右奥のバンカーへりに行ってしまう。さらに、アドレスがしっかり出来ない位置からのリカバリーショットもミスして、次は隣のバンカーへ打ち込んで、6mのボギーパットが決められずダブルボギー。通算3アンダー、3位タイに沈んだ。
2008年からはシニアに転向し、同年のつるやオープンを最後にレギュラーツアーから引退。
2009年からシード権（レギュラーツアー優勝者）を行使し、コマツオープン5位タイ、富士フイルム選手権6位タイ、PGA Handa Cupフィランスロピー8位と安定した成績を残し、賞金ランク16位でシード権を獲得。
2010年はシニアツアー全10試合に出場、PPTシニア、ファンケルクラシック11位タイ、榊原シニアオープン・日本プロシニア15位タイなどコンスタントに全試合で賞金を稼ぎ、賞金ランク28位に入ってシードを守った。
シニア入り3年目の2011年には皇潤クラシックで2日目を終わって首位と5打差の12位、最終日は8mの強風と雨で上位のスコアが伸びない中、唯一の60台の68で回って逆転勝ち。シニアツアー全8試合出場で念願のツアー初優勝を飾ったほか、コマツオープン・富士フイルムシニア3位タイ、トータルエネルギーPPT6位タイなどで賞金ランク4位に入る活躍であった。
2012年は開幕戦のスターツで10位とまずまずのスタートを切り、第3戦のファンケル12位、次のコマツ13位と満を持していたが、波に乗り切れなかった。後半戦は日本プロシニア5位で何とか面目を保ったもののシニア2勝目は遠く、賞金ランクも前年の4位から19位に落ちた。
2013年も全12試合に出場したが、皇潤が開催された北海道苫小牧市のブルックスCCでのISPSハンダカップ秋晴れで2位に入ったのが最高であった。ゲンのいいコースであったが、フランキー・ミノザ（フィリピン）に1打足りなかった。
2014年は全11試合に出場して、予選落ち無しでトップ10に5回入るなど、相変わらずの安定感を見せる。2012年に眼底出血をしてから目の不調に悩まされ、サングラスをかけてプレーしていたが、暗くなると見にくくなるハンディを感じさせず、部門別でもイーグル数2位（5）に入るなど、ステディなゴルフは健在であった。
2015年には日本プロシニアで室田淳が独走態勢になった後にスルスルとスコアを伸ばして3打差ながら2位に食い込む、諦めないゴルフを見せ、日本プロシニアを含めてトップ10に5試合入った。
2012年からは韓国のチャンピオンズツアーに参加にスケジュールを合わせて年2回程度参加し、2014年のLLUMAR KPGA SENIOR CHAMPIONでは室田の2位に入って日本人選手が上位を独占となる。2015年の韓国チャンピオンズツアー第3戦では2位に7打差をつけて圧勝し、優勝賞金1800万ウォン、日本円で約190万円と来季のシード権も獲得。

## 主な優勝
レギュラー
- 1988年 - フジサンケイクラシック、CITICORP OPEN
- 1993年 - ブリヂストンオープン、日刊スポーツオールスターチャリティ

シニア
- 2011年 - 皇潤クラシック
- 2014年 - アサヒ緑健カップTVQシニア

海外
- 2015年 - 韓国チャンピオンズツアー第3戦